# Prime Mover (Kerry Livgren)
Prime Mover è un album del chitarrista statunitense Kerry Livgren, pubblicato nel 1988. In questo disco Livgren si dimostra in grado di suonare diversi   strumenti, e per la voce e l'armonica si affida a Warren Ham.

## Tracce
1. "Don't Pass Me By" – 4:24
2. "Fathers and Sons" – 4:02
3. "Portrait II" (Livgren / Steve Walsh) – 5:40
4. "Children of the Shadows" – 4:57
5. "Wandering Spirit" – 4:06
6. "I'll Follow You" – 3:58 (Michael Gleason)
7. "New Kind of Love" – 3:51
8. "One More Song" – 4:15
9. "T.G.B." – 5:59

## Formazione

### Musicisti
- Kerry Livgren - chitarra, tastiera, voce
- Mylon LeFevre - chitarra
- Warren Ham - voce, armonica a bocca
- Dave Hope - basso
- Zeke Lowe - batteria

### Produzione
- Produttore: Kerry Livgren
- Direttore di produzione: Ken Marcellina